# جديمك نديمك (مسلسل)
جديمك نديمك هو مسلسل بحريني إماراتي أنتج عام 2019.

## القصة
يتناول العمل العديد من القضايا الاجتماعية من خلال حلقات متصلة منفصلة في قالب كوميدي، حول مستشارة الحي أو «الفريج» التي تقوم بمحاولة إيجاد حلول لمشاكل هذا الحي.

## بطولة
- جابر نغموش ياقوت
- سعاد علي مريم أم طارق
- علي الغرير طارق
- جمعة علي محبوب علي
- سلوى الجراش خلود
- موسى البقيشي سعدان
- أحمد مبارك مزعل الحيشة
- أمين الصايغالشيف امين
- يحيى عبد الرسول مالك المطعم

## وصلات خارجية
- جديمك نديمك على موقع قاعدة بيانات الأفلام العربية